# عصر الذرة
عصر الذرة (بالإنجليزية: Atomic Age)‏ فترة من التاريخ تتلو الإفصاح عن أول سلاح نووي، باسم «الأداة» في اختبار ترينيتي النووي في نيو مكسيكو، في 16 يوليو عام 1945، أثناء فترة الحرب العالمية الثانية. ظهرت فرضيات التفاعل النووي المتسلسل في عام 1933، ووقع أول تفاعل نووي متسلسل اصطناعي مستدام في ديسمبر عام 1942 (شيكاغو بايل -1)، أنهى اختبار ترينيتي والقصف الذري على هيروشيما وناجازاكي الحرب العالمية الثانية، ومثّل كل منهما أول استخدام واسع المدى للتقنية النووية، وأسس لتحولات عميقة في التفكير الاجتماعي السياسي ومسار التطور التقني.
مثلت الطاقة النووية ذروة التقدم والحداثة، وأدخلت العالم في عصر الطاقة النووية، وانطوت على تداعيات مخيفة تنذر بحرب نووية، والحرب الباردة، والدمار المتبادل المؤكد، وانتشار الأسلحة النووية، وخطر الكارثة النووية (بخطورة الشتاء النووي المفتعل بشريًا على الأرض)، بالإضافة إلى الاستخدام المفيد مدنيًا في الطب النووي. يصعب فصل الاستخدامات السلمية للتقنية النووية عن الاستخدامات العسكرية والإرهابية لها (مثل صناعة القنبلة الإشعاعية من المخلفات الإشعاعية)، من آثار التطور العالمي للطاقة النووية وتصديرها.
توقعت هيئة الطاقة الذرية الأمريكية ذلك في عام 1973، بخصوص ازدهار صناعة الطاقة النووية، بحلول القرن الحادي والعشرين، سيكون هناك ألف مفاعل نووي ينتج الكهرباء للمنازل والهيئات عبر الولايات المتحدة. ولكن «الحلم النووي» سقط في هاوية الواقع؛ لأن التقنية النووية حملت معها مجموعة من المشاكل الاجتماعية، من سباق التسلح النووي إلى الانصهار النووي، وصعوبات غير قابلة للحل بشأن تنظيف المفاعلات المنفجرة والتخلص من النفايات النووية. تقلصت طلبات المفاعلات منذ 1973 بسبب انخفاض الحاجة إلى الكهرباء وارتفاع أسعار التشييد. ألغي عدد من الطلبات والمفاعلات الجاهزة جزئيًا.
عانت الطاقة النووية من تزعزع دولي بحلول نهاية سبعينيات القرن العشرين، إذ واجهت صعوبات اقتصادية ومعارضة عامة واسعة المدى، وصلت لذروتها مع حادث جزيرة الثلاثة أميال في 1979، وكارثة تشيرنوبل في 1986، فأثر كل منهما بالسلب على صناعة الطاقة النووية لعدد من العقود.

## السنوات المبكرة
اكتشف فردريك سودي وإرنست رذرفورد في عام 1901 أن الإشعاع كان جزءًا من العملية التي تتغير بها الذرات من نوع لآخر، بما يشمل توليد الطاقة. كتب سودي في الدوريات المشهورة أن الإشعاع مصدر طاقة «لا ينفد»، وطرح رؤية للمستقبل الذري تنطوي على إمكانية «تحويل قارة صحراوية، والأقطاب الجليدية، إلى جنة عدن». تكرر الوعد بـ«عصر الذرة»، إذ تكون فيه الطاقة النووية عالمية، في عالم تقني يوتوبي يسد الاحتياجات البشرية. ولكن «سودي يرى أيضًا أن الطاقة الذرية قد تُستخدم لإنشاء أسلحة جديدة خطيرة».
افتُرض مفهوم التفاعل النووي المتسلسل في عام 1933، بفترة وجيزة بعد اكتشاف جيمس تشادويك للنيترون. اكتشف أوتو هان الانشطار النووي في ديسمبر عام 1938 مع مساعده فريتز ستراسمان، وثبتت بالوسائل الإشعاعية الكيميائية لهان. وقع أول تفاعل نووي متسلسل اصطناعي مستدام (شيكاغو بايل -1) في ديسمبر عام 1942 تحت قيادة إنريكو فيرمي.
كشف كتيب عصر الذرة، المنشور في عام 1945، عن الطاقة النووية في الأدوات المستعملة يوميًا، وأشار لمستقبل تنقرض فيه استخدامات الوقود الحفري. كتب المؤلف العلمي دافيد ديتز أن السيارات ستتحرك بطاقة نووية تُقدر بحجم حبة فيتامين لمدة عام، بدلًا من الحاجة لشحن السيارة بالوقود الحفري مرتين أو ثلاث مرات أسبوعيًا. كتب غلين سيبورغ، الذي ترأس هيئة الطاقة الذرية الأمريكية، «سيكون هناك مكوكات من الأرض للقمر مبنية على الطاقة النووية، وستُستخدم الطاقة النووية في القلوب الصناعية، وحمامات السباحة المسخنة بالبلوتونيوم لغواصي سكوبا، والمزيد والمزيد».

## الحرب العالمية الثانية
صك ويليام إل. لورنس مصطلح «عصر الذرة»، وهو صحفي في نيويورك تايمز أصبح صحفيًا رسميًا يعمل لصالح مشروع مانهاتن الذي طور أول سلاح نووي. شهد لورنس اختيار ترينيتي وإلقاء القنبلة النووية على ناغازاكي، وكتب سلسلة من المقالات يعرض بها مميزات السلاح الجديد. ساعدت تقاريره قبل استخدام السلاح النووي وبعد استخدامه على نشر الوعي العام حول إمكانات التقنية النووية وشجعت على تطور التقنية في الولايات المتحدة والاتحاد السوفيتي. دخل الاتحاد السوفيتي في اختبار لأول سلاح نووي له في 1949.
في عام 1949، صرّح رئيس هيئة الطاقة الذرية دافيد لينثال قائلًا: «الطاقة الذرية ليست بحثًا عن طاقة جديدة، ولكنها بداية جديدة للتاريخ البشري، سيبث الإيمان في المعرفة الحيوية في حياة البشر بأكلمها».

## خمسينيات القرن العشرين

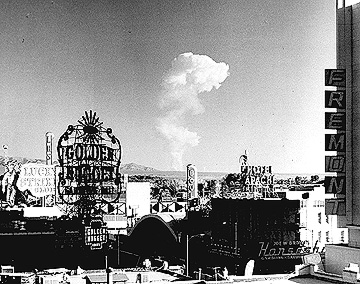
عصر الذرة: اختبار الأسلحة النووية في خمسينيات القرن العشرين كما شوهد من لاس فيغاس

نالت العبارة شعبية مع نشوء التفاؤل النووي في خمسينيات القرن العشرين، واعتُقد أن كل مولدات الطاقة ستكون ذات طبيعة ذرية في المستقبل. كان من المتوقع أن تنهي القنبلة النووية كل المتفجرات التقليدية، وكذلك ستنهي المفاعلات النووية أي مصدر آخر للطاقة مثل الفحم والنفط. كان ثمة شعور عام أن كل شيء سيستخدم مصادر الطاقة النووية من نوع ما، بطريقة إيجابية ومُنتجة، من تشعيع الأغذية للحفاظ عليها، حتى تطورات الطب النووي. كان من المتوقع أن يكون عصر الذرة عصر سلام ووفرة، ستتمكن فيه الطاقة الذرية من «توفير الطاقة اللازمة لتحلية المياه للشرب، وري الصحراء للجوعى، وتزويد السفر للفضاء بالطاقة اللازمة». سيكون عصر الذرة مناظرًا للتقدم التقني المتمثل في أول صهر للبرونز والحديد أو للثورة الصناعية من حيث الأهمية.

شمل ذلك السيارات، ما دفع فورد إلى إظهار نموذج فورد نيكليون عن السيارات للعلن في عام 1958. كان هناك وعد بطائرات تعمل بالطاقة النووية، الذي أنفقت على أبحاثه الحكومة الفيدرالية للولايات المتحدة 1.5 مليار دولار أمريكي. أصبحت صناعة السياسة النووية خيالًا تكنوقراطيًا، أو يُدار بالأخيلة على الأقل:
كانت فكرة انشطار الذرة ضربًا من السحر في خيال المخترعين وصناع السياسة. وبمجرد أن قال شخص ما أن هذه الأمور ممكنة الحدوث، اقتنع الناس أنهم ستحدث.
في الولايات المتحدة، «اعتقد المخططون العسكريون أن إظهار التطبيقات المدنية للذرة سيشدد على نظام القطاع الخاص الأمريكي، ويمثل نموذجًا لخبرة العلماء، وارتفاع مستويات المعيشة، ويدافع عن الحياة الديمقراطية في مواجهة الشيوعية».
توقع بعض محررو الإعلام أن المحطات النووية الكهربية العملاقة في المستقبل القريب ستزداد رخصًا، وستتحسن عدادات الكهرباء؛ لأن إنتاج الطاقة سيصبح «رخيص جدا للقياس».
عندما بدأ العمل بمحطة شيبينقبورت للطاقة الذرية في عام 1957، أنتج الكهرباء بتكلفة تعادل عشر أضعاف توليد الطاقة بالفحم. كتب العلماء في مختبر بروكهافين في هيئة الطاقة الذرية «تقريرًا يصف سيناريوهات الحادثة التي سيموت فيها 3000 شخص في الحال، وسيُصاب 40 ألف آخرين».
لقد كان شيبينقبورت مفاعلًا تجريبيًا يستخدم اليورانيوم عالي التخصيب (على عكس أغلب الفاعلات النووية) وقُصد به مبدئيًا لأن يكون حاملًا لطائرات تعمل بالطاقة النووية (ولُغي هذا الحامل). كان كينيث نيكولز مستشارًا للمحطات النووية في محطة كونيتيكت يانكي للطاقة النووية، ومحطة يانكي رو للطاقة النووية، وكتب أنها اعتُبرت في البداية «تجريبية» ولم يُتوقع منها أن تنافس النفط والفحم، ولكنها «أصبحت منافسة بسبب التضخم... وارتفاع أسعار الفحم والنفط». وكتب أن التكلفة الإجمالية عامل أساسي في تحديد عمر المفاعل، وبالتالي فإن «مناهضي النووية» يحاولون رفع التكاليف والمماطلة في الوقت لتغيير القواعد وإطالة جلسات الاستماع، كي «يتضاعف وقت بناء مفاعل طاقة ذرية (بغلي الماء أو ضغطه بتصميم الولايات المتحدة) في الولايات المتحدة مثل ما حدث في فرنسا واليابان وتايوان وكوريا الجنوبية». تنتج مفاعلات فرنسا النووية العاملة بالماء المضغوط 60% من الطاقة الكهربية، وثبت رخصها عن النفط أو الفحم.